# Kiss My Firm But Pliant Lips
Kiss My Firm But Pliant Lips är en roman av Dan Greenburg publicerad 1965.
Filmen Live a Little, Love a Little från 1968, där Greenburg var med och skrev manus, är baserad på boken.